# Вилчеле (Клуж)
Вилчеле (рум. Vâlcele) — село у повіті Клуж в Румунії. Входить до складу комуни Феляку.
Село розташоване на відстані 313 км на північний захід від Бухареста, 11 км на південь від Клуж-Напоки.

## Населення
За даними перепису населення 2002 року у селі проживали 938 осіб. Рідною мовою 934 особи (99,6%) назвали румунську.
Національний склад населення села:
| Національність | Кількість осіб | Відсоток |
| -------------- | -------------- | -------- |
| румуни         | 917            | 97,8%    |
| цигани         | 16             | 1,7%     |
| угорці         | 5              | 0,5%     |